# Robert Austrian
Robert Austrian (* 12. April 1916 in Baltimore; † 25. März 2007 in Philadelphia) war ein US-amerikanischer  Bakteriologe, Immunologe und Mediziner.

## Leben
Austrian, dessen Vater Medizinprofessor an der Johns Hopkins University war, studierte Medizin an der Johns Hopkins University (Bachelor-Abschluss 1937, M. D. 1941) und war dort 1943 bis 1947 Instructor, unterbrochen vom Wehrdienst als Arzt in der US Army in China, Indien und Burma (ab 1944 bis zum Ende des Kriegs). 1947/48 war er Forschungsassistent in Mikrobiologie an der New York University und 1949 bis 1952 wieder Instructor an der Johns Hopkins. 1952 wurde er Associate Professor und danach Professor am Downstate Medical Center der State University of New York. 1960/61 war er Gastwissenschaftler am Pasteur-Institut in Paris. 1962 bis 1986 war er Professor an der University of Pennsylvania und Vorstand der Abteilung Medizinforschung. Er war danach Direktor des World Health Organization Collaborating Center for Reference and Research.
Er war Experte für Pneumokokkeninfektionen und ist für die Entwicklung eines Impfstoffs gegen Pneumokokken bekannt, die bakterielle Infektion verursachen unter anderem schwere Lungenentzündungen. Er begann seine Arbeit, als man in den USA in den 1960er Jahren vielfach dachte, dass Antibiotika die Entwicklung eines solchen Impfstoffs eigentlich überflüssig machten. Epidemiologische Studien von Austrian in dieser Zeit ergaben aber, dass die Zahl der Todesfälle an Pneumokokkeninfektionen in den USA noch halb so hoch wie Anfang des Jahrhunderts war und das besonders Patienten über 50 Jahre und solche mit chronischen Erkrankungen und Vorbelastungen zum Beispiel durch Alkoholismus besonders gefährdet waren (besonders schwere Fälle von gleichzeitiger Hirnhautentzündung, Lungenentzündung und Endokarditis erhielten die Bezeichnung Austrian Syndrom). Austrian untersuchte genau, welche Stämme für die Infektionen hauptverantwortlich waren (14 von 83 damals bekannten Stämmen) und entwickelte einen erfolgreichen Impfstoff basierend auf den Polysaccharid-Kapseln dieser Stämme.
Der Impfstoff (A 14) wurde von MSD lizenziert und 1977 eingeführt. 1983 hat ein verbesserter Impfstoff (der auf 23 Stämme reagierte) den alten ersetzt.
1978 erhielt er den Lasker-DeBakey Clinical Medical Research Award. Er war vierfacher Ehrendoktor. 1971 war er Präsident der Infectious Diseases Society of America, erhielt 1986 deren Bristol Award und hielt 1974 deren Maxwell Finland Plenary Lecture. 2001 erhielt er den Maxwell Finland Award der National Foundation for Infectious Diseases. Er war Mitglied der National Academy of Sciences und seit 1987 der American Philosophical Society. Das Auditorium des Clinical Research Building der University of Pennsylvania ist nach ihm benannt.
Er war 37 Jahre mit Babette Friedman verheiratet, die 2000 starb.

## Schriften
- Life with the Pneumococcus. Notes from the Bedside, Laboratory, and Library, University of Pennsylvania Press 1985